# Pepak Kelu
Pepak Kelu is een bestuurslaag in het regentschap Flores Timur van de provincie Oost-Nusa Tenggara, Indonesië. Pepak Kelu telt 1061 inwoners (volkstelling 2010).